# 江嘎镇
江嘎镇（藏語：རྒྱལ་མཁར་，威利转写：rgyal mkhar），是中华人民共和国西藏自治区日喀则市定结县下辖的一个乡镇级行政单位。

## 行政区划
江嘎镇下辖以下地区：
达那村、荣贡村、曲米村、芒热村、圭娃村和江嘎村。